# Municipio de Taylor (condado de Allamakee)
El municipio de Taylor (en inglés: Taylor Township) es uno de los dieciocho municipios ubicados en el condado de Allamakee en el estado estadounidense de Iowa. En el año 2000 el municipio tenía una población de 618 habitantes y una densidad poblacional de 5,7 personas por km². En su territorio se encuentra una ciudad, Harpers Ferry.

## Geografía
El municipio de Taylor se encuentra ubicado en las coordenadas 43°12′38″N 91°10′31″O / 43.21056, -91.17528..